# Tethyshavet

Laurasien, Gondwana och Tethyshavet

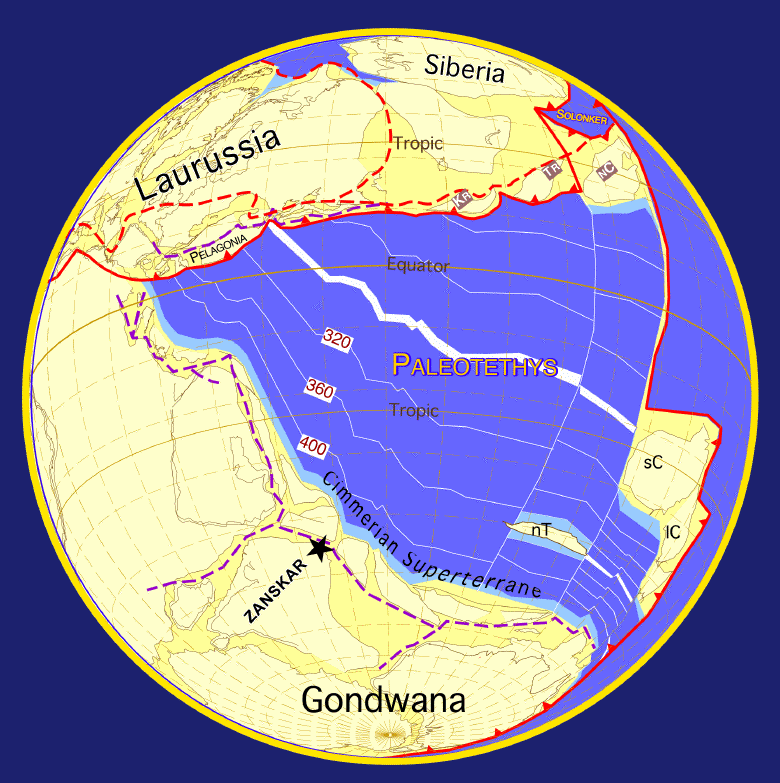
Tethyshavets läge

Tethyshavet eller Tethyssjön var ett hav som fanns under eran mesozoikum. Namnet myntades 1893 av den österrikiske geologen Eduard Suess och kommer från den grekiska mytologin. Där var Tethys syster och hustru till titanen Okeanos och mor till tusentals okeanider.
Tethyshavet var beläget öster om Pangaea. Medelhavet, Kaspiska havet och Svarta havet är rester av Tethyshavet.

### Fotnoter
1. ↑  ”Tethys”. Online Etymology Dictionary. http://www.etymonline.com/index.php?term=Tethys&allowed_in_frame=0.
2. ↑  ”Jordens äldsta oceanskorpa hittad”. Allt om vetenskap. 6 oktober 2016. http://www.alltomvetenskap.se/nyheter/jordens-aldsta-oceanskorpa-hittad. Läst 16 september 2017.